# Euagra azurea
Euagra azurea là một loài bướm đêm thuộc phân họ Arctiinae, họ Erebidae.